# コナミスタイル
コナミスタイル(konamistyle、のちにKONAMI STYLE)は、コナミデジタルエンタテインメントが日本及び北米向けに運営しているオンラインショッピングサイトである。
コナミグループ及び関連企業のゲームソフト、玩具、映像・音楽作品、コナミスポーツクラブのフィットネス製品などを取り扱っている。

## 歴史
- 1997年1月16日:コナミ（後のコナミホールディングス）の会員制オンラインショップ兼ファンクラブとして、コナミスタイルの前身「コナミエンタテインメントクラブ」を設立
- 2000年4月1日:コナミ100％出資によりコナミスタイルドットコム株式会社を設立、オンラインショップを「コナミスタイル」にリニューアル
- 2002年8月1日:コナミスタイルドットコムとコナミマーケティング株式会社の合併に伴い、コナミマーケティングに移管される
- 2003年頃:コナミマーケティングから株式会社コナミオンラインに移管される
- 2005年4月1日:コナミによるコナミオンラインの吸収合併に伴い、コナミ直営となる
- 2006年3月31日:コナミからの新設分割に伴い、コナミデジタルエンタテインメントに移管される
- 2010年7月23日：コナミスタイル東京ミッドタウン店が開店。
- 2014年12月30日：コナミスタイル東京ミッドタウン店が閉店。

## カスタムファクトリー
他社の直営ショッピングサイトと異なる特徴として、主に限定版特典付きゲームソフト、BEMANIシリーズで活躍しているアーティストのアルバムや、アーケードスタイルコントローラなどの、一般店舗への流通が困難なオリジナルファンアイテムなどをコナミスタイル限定商品として企画・制作・販売を行っている。
ほとんどが、受注数に一定のノルマが課せられ、最低生産数以上の受注が集まった段階で実際に販売を行う形を取る。
カスタムファクトリー企画第一弾は『DanceDanceRevolutionアーケードコントローラー』で、198000円という価格にもかかわらずノルマを達成し商品化が実現した。
売上不振で続編製作が打ち切られた家庭用『beatmaniaIIDX』の続編（7th style）がこの企画で製作された際は、1万人規模でのアンケートなどが行われた。ファンの有志がネットなどで呼びかけた結果ノルマを大きく上回り企画が実現して発売された。その結果、同シリーズは再び通常形態での続編製作が実現している。
『ときめきメモリアル』関連商品のように、受注ノルマを達成出来ずお蔵入りとなる商品も一部ある。
近年では上記のノルマなしでのアイテムの企画・販売と言う形のものも多い（家庭用beatmaniaIIDX特別版や、beatnationレーベルのアルバム等）。以前は一般流通でも発売されていたBEMANIシリーズのサウンドトラックなども、各シリーズのエントリーカードがe-AMUSEMENT PASSになってから、カスタムファクトリーのアイテムとしてコナミスタイル専売という形を取っている。

## 実店舗
2010年7月23日にはコナミスタイル10周年にあたり、東京ミッドタウンのプラザB1に、実店舗第1号店であるコナミスタイル東京ミッドタウン店が開店。店内ではコナミ関連グッズの販売のほか、限定商品の販売や企画展示などが行われていたほか、ポイントカードの発行も行っていた。2014年12月30日を以て閉店。